# Grog
Grog is een alcoholische mengdrank gemaakt van water en rum. De drank is geïntroduceerd bij de Royal Navy door admiraal Edward Vernon op 21 augustus 1740. Moderne versies van de drank bevatten soms: citroensap, limoensap, kaneel of suiker om de smaak te verbeteren. Rum met water stond ook wel bekend als 'bumboo', deze vorm was erg populair bij piraten en handelaren.

## Herkomst

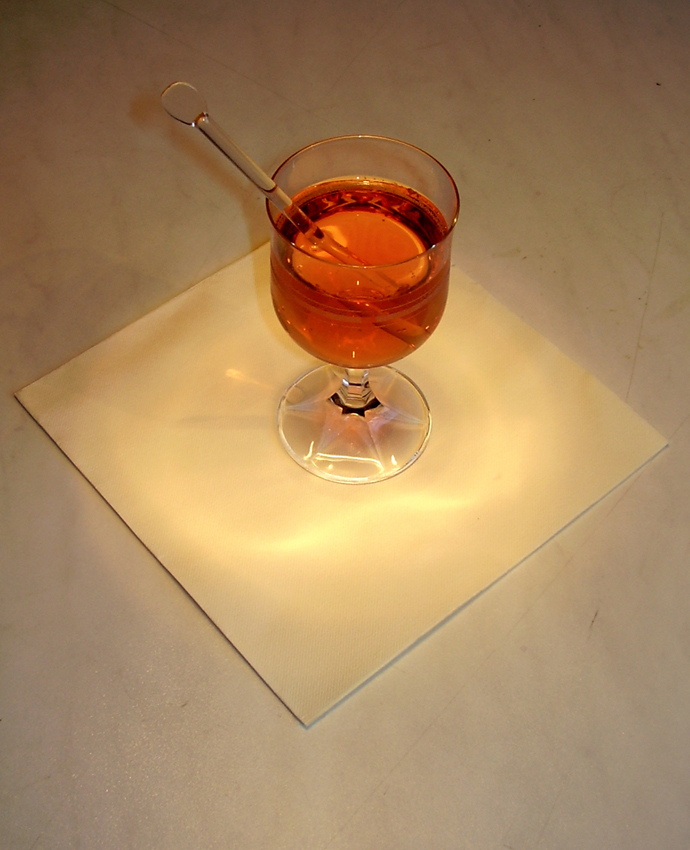
Een glas met grog

Aangezien zeewater niet drinkbaar was en men niet in staat was om het zeewater te destilleren werd het water meegenomen in vaten. Het langdurig bewaren van drinkwater leidde tot algenvorming in de vaten en mede daarom werd het water aangelengd met bier of wijn. Bijkomend voordeel hiervan was dat er meer bier en wijn beschikbaar leek te zijn.
Na de Engelse overwinning op Jamaica in 1655 werd rum steeds populairder en dit verdrong langzaam het gebruik van bier en wijn. Dit zorgde voor nieuwe problemen aan boord aangezien sommige mannen hun rumvoorraad gedurende enkele dagen opspaarden om dit vervolgens allemaal ineens op te drinken. Om dronkenschap door deze overmatige rumconsumptie te voorkomen werd de rum aangelengd met water en suiker. Een halve pint rum gemixt met een quart water werd aan het begin en het eind van de dag geschonken. Dit was officieel vastgelegd door de Royal Navy en dit gebruik heeft meer dan twee eeuwen geduurd.
Nadat later bekend werd dat scheurbuik veroorzaakt werd door een tekort aan vitamine C, werd citroensap aan het recept toegevoegd.
Algemeen wordt gedacht dat de naam grog ontstond door de spotnaam die Edward "Old Grog" Vernon in de loop der jaren had gekregen omdat hij bij zeeslagen altijd een zwarte zijden jas (Grogram) droeg. Grog wordt echter al genoemd in een boek van Daniel Defoe uit 1718 (The Family Instructor, Part II). Dit boek verscheen 22 jaar voordat Admiraal Vernons carrière in West-Indië begon. Aangezien Defoe handelsconnecties had met West-Indië is het aannemelijk dat hij het woord "Grog" daarvan heeft gehoord. Het is dus waarschijnlijk dat de spotnaam voor Edward Vernon, "Old Grog", van het drankje afkomstig was in plaats van de jas.

## Soorten

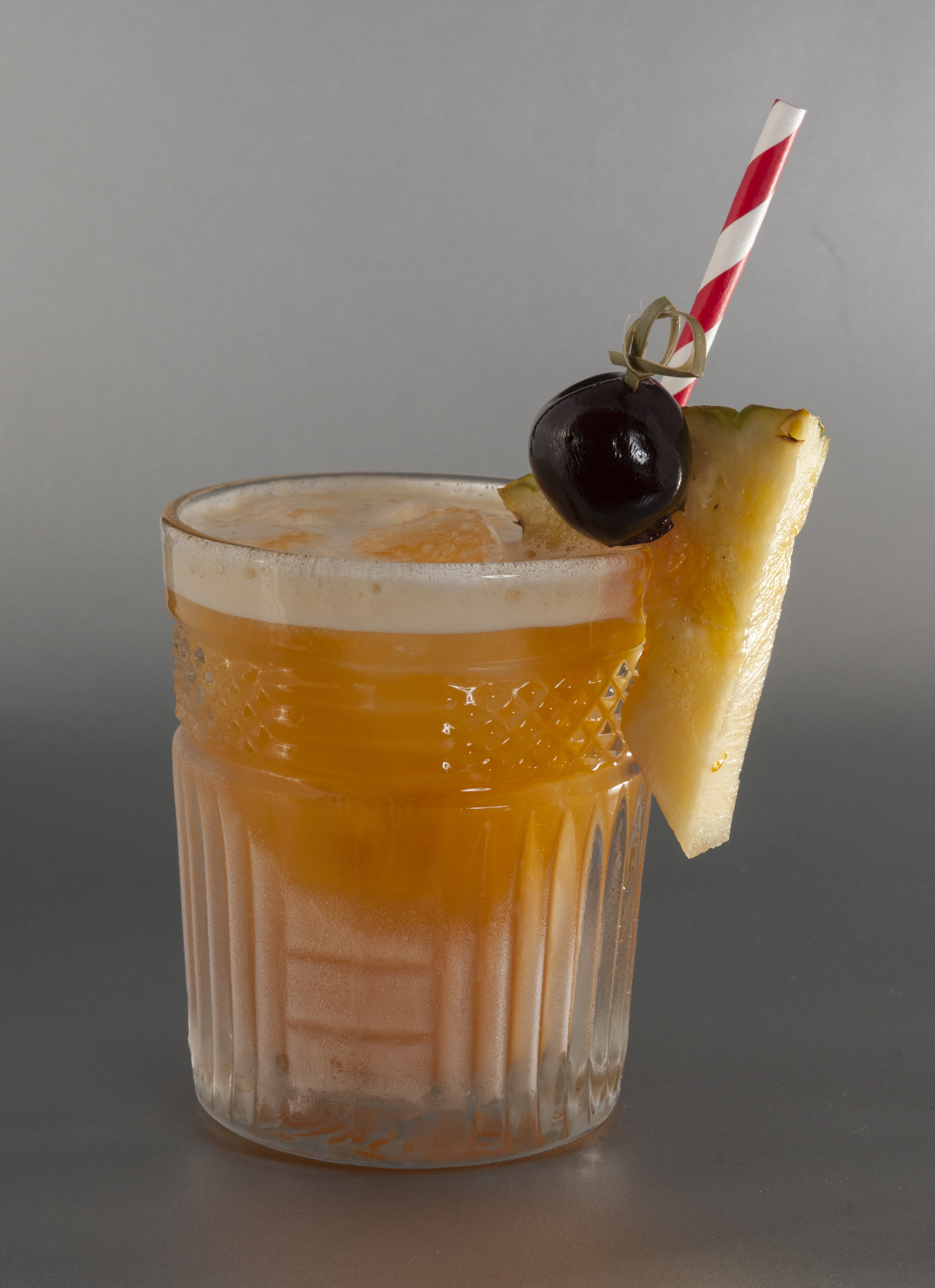
Trader Vic Grog in een bevroren tumbler

Er zijn diverse soorten grog. De cognacgrog en rumgrog bestaan uit een stevige bodem cognac of rum met suiker en heet water. Bij de huidige soorten worden er vaak ook diverse kruiden aan toegevoegd.
Verder is er ook de wijngrog, beter bekend onder de naam glühwein.

## Grog XD
Een nieuwszender in Argentinië kwam in 2009 met nieuws over een nieuwe Grog-variant die zeer favoriet bleek te zijn, namelijk Grog XD. Het bestaan van deze gevaarlijke drank kwam uit nadat de nieuwszender sociale netwerksites zoals Facebook en Twitter raadpleegde. De reporter vermeldt welke giftige stoffen in Grog XD zitten waaronder aceton, kerosine en rode kleurstof, maar besefte niet dat Grog XD een fictieve drank is uit de computerspelfranchise Monkey Island waarvan in 2009 een remake uitkwam van het originele spel uit 1991.